# Neufirrel
Neufirrel is een plaats in de Duitse gemeente Uplengen, deelstaat Nedersaksen, en telt 390 inwoners (12.2019).
Het dorpje is een in de 19e eeuw ontstane veenkolonie en was tot circa 1900 berucht om de grote armoede, die er heerste, en die vele dorpelingen ertoe dreef, naar Amerika te emigreren. Het dorpje ligt aan een 3 km lange weg, die zuidoostwaarts via Kleinoldendorf naar het hoofddorp van de gemeente, Remels, loopt. Ten westen van Neufirrel ligt het oudere dorpje Firrel.
Voornaamste bezienswaardigheid van Neufirrel is het fraaie bos Hollesand ten zuid-zuidoosten van het dorp. In dit bos is een 18 meter hoge heuveltop, de Kugelberg, naar Oostfriese begrippen een berg. Het bos is een natuurreservaat.